# Закон вартості
Закон вартості — закон, який передбачає, що виробництво і обмін товарів мають здійснюватись на основі їхньої вартості, тобто як обмін еквівалентів.
Закон вартості відповідає як теорії трудової вартості, так і теорії граничної корисності. Якщо вартість товару повинна детермінувати два фактори — витрати праці та ступінь цінності його для споживача, то еквівалентність обміну, відповідно до закону вартості, припускає еквівалентність обох факторів. Закон вартості діє через відхилення цін від вартості. Закон вартості полягає в тому, що вартість має відповідати суспільно-необхідним витратам праці
Коливання цін є механізмом дії закону вартості.
У ринковій економіці закон вартості виконує такі функції:
- регулює пропорції суспільного виробництва;
- стимулювання розвитку продуктивних сил;
- обумовлює диференціацію товару виробників